# Ordenanza (soldado)

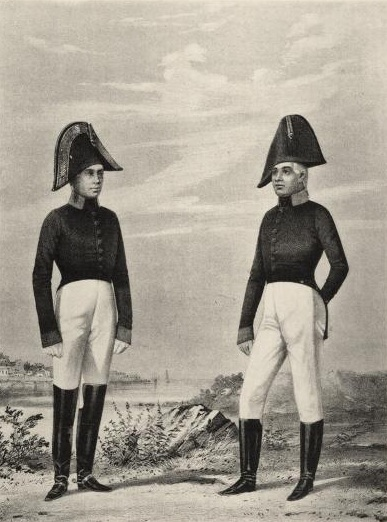
Ordenanza (1802-1812)

En el ámbito militar, se llama ordenanza al soldado que se nombra diariamente para que lleve las órdenes y comunicaciones oficiales del jefe del cuerpo al cuartel y las autoridades de la plaza. 
También es un soldado perteneciente a un cuerpo de guardia que estando exento de hacer labores de centinela o cualquier otro servicio de vigilancia que está a las órdenes de aquel puesto. Se emplea para realizar labores mecánicas como traer agua, barrer, ir en busca de utensilios, encender las luces, etc. 